# Revista Bimestre Cubana
Revista Bimestre Cubana es una publicación fundada por Mariano Cubí Soler en mayo de 1831 en La Habana, Cuba, patrocinada por la Sociedad Económica de Amigos del País.

## Orígenes
Desde su nacimiento se ha dedicado a recoger en sus páginas trabajos de importantes autores cubanos y extranjeros sobre temas históricos, literarios, científicos. Se ha caracterizado siempre por el carácter eminentemente patriótico de su prédica.

## Épocas y principales colaboradores
En su desarrollo se pueden definir tres etapas o épocas. En la primera se distinguen en la oratoria y el quehacer general hombres de la estirpe de José Antonio Saco, Félix Varela, José de la Luz y Caballero, Felipe Poey, Domingo del Monte y José A. Echeverría, enarbolados por José Martí como fundadores de la nacionalidad cubana; la segunda, integró personas de la altura  de Juan Marinello, Massip, Entralgo, Guerra y Fernando Ortiz, siendo este último su máximo dirigente por muchos años.
La tercera época se inició en 1994 dentro de la conmemoración por el bicentenario de la fundación de la Sociedad Económica.

## Quehacer actual
La Revista Bimestre Cubana publica seis fascículos (bimestrales) al año, integrados en dos volúmenes. Es importante reconocer que la publicación de un escrito no significa adhesión a su contenido.